# Rättsförmåga
Rättsförmåga eller rättskapacitet betecknar inom juridiken förmågan att vara bärare av rättsligen skyddade och erkända intressen, varvid den, som enligt lagen har sådan förmåga, kallas rättssubjekt eller person i juridisk mening.
Huruvida ett visst faktiskt subjekt skall erkännas som rättssubjekt eller ej, beror helt och hållet av lagen; men i modern rätt är varje människa erkänd som rättssubjekt redan i sin egenskap av människa. 
Lagen ställer vanligen upp vissa villkor för erkännandet av ett särskilt bildat subjekt, till exempel  aktiebolag, vissa föreningar och så vidare, som rättssubjekt. 
Från rättsförmåga bör väl skiljas rättshandlingsförmåga eller rättssubjektets lagligen erkända förmåga att självt, eller genom därtill av subjektet självt utsedd fullmäktig eller ställföreträdare, göra de intressen gällande, av vilka subjektet är bärare. Fysiska personer saknar, så länge de är barn eller underåriga, helt eller delvis rättslig handlingsförmåga men aldrig rättsförmåga. 
Rättsförmågan kan kallas allmän, då därmed avses att subjektet över huvud kan uppbära rättsliga intressen och denna förmåga omfattar alla ej särskilt undantagna intressen. Den speciella rättsförmågan innebär åter, att ett subjekt erkänts som bärare även av vissa intressen, som inte tillkommer vilka rättssubjekt som helst. Till exempel på grund av viss ålder eller vissa egenskaper som (politisk rösträtt, värnplikt m.m.).